# Правобережный округ (Липецк)
Правобере́жный о́круг — один из территориальных округов города Липецка. Значительная часть находится на правом берегу реки Воронежа (отсюда название). Население — ↗87 826 человек (2021 г.).
Правобережный административный район Липецка образован 5 июля 1965 года. Включал в себя всю правобережную часть города. В 1972 году часть земель района переданы во вновь образованный Советский район. В 1994 году преобразован в территориальный Правобережный округ Липецка.
Включает в себя часть центра города в районе Нижнего парка, район Студёновского рудуправления, Шахту № 10, район Цемзавода, Сокол, Сокольское, Северный Рудник, а также находящиеся на левом берегу Ссёлки и Жёлтые Пески. Два последних вошли в состав города в 1984 году; до этого они были в составе Грязинского района Липецкой области.

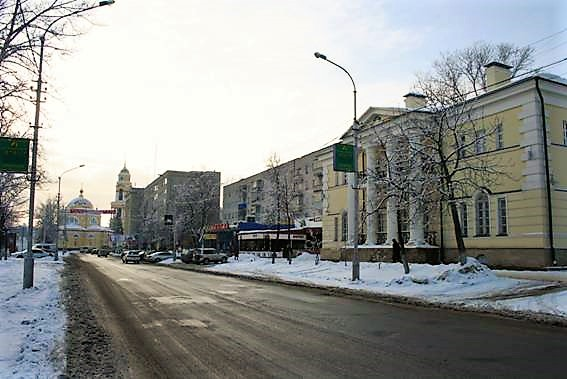
улица Ленина

Основные магистрали — Студёновская улица и улица Баумана (Чаплыгинское шоссе), улицы Ленина, Гагарина, Плеханова, Зегеля.
Основные площади — Героев, Заводская.
Границы округа установлены Постановленим Главы администрации г. Липецка от 18 февраля 2005 г. N 147. Граница проходит от Петровского моста по оси реки Воронеж в Северо-Восточном направлении до ж/д моста через реку (мост в составе Правобережного территориального округа), далее по границам Липецкого городского округа (с включением населенных пунктов: Сселки и Желтые Пески с прилегающими к ним землями Ленинского лесхоза, землями, расположенными между автомобильными дорогами Липецк Доброе и Липецк - Жёлтые Пески, Ситовского водозабора, пос. Северный Рудник) до пересечения с Елецким шоссе (поворот на завод «Центролит»). Далее граница округа идет по оси Елецкого шоссе до развязки с трассой Орел-Тамбов (с включением северной части развязки), по оси трассы Орел-Тамбов до Каменного Лога, затем по тальвегу Каменного Лога до территории ЛГТУ, обходит её и затем по оси ул. Московской, оси ул. Гагарина до пл. Героев, оси ул. Зегеля, оси Петровского проезда через площадь Революции, по оси ул. Карла Маркса до Петровского моста.
Правобережный комитет по работе с населением (администрация округа) расположен на ул. Зегеля, 2.

## Население
| 2002    | 2009    | 2010    | 2012    | 2013    | 2014    | 2015    |
| ------- | ------- | ------- | ------- | ------- | ------- | ------- |
| 80 219  | ↘77 139 | ↗85 020 | ↗85 098 | ↘84 854 | ↘84 671 | ↘84 220 |
| 2016    | 2017    | 2018    | 2021    |         |         |         |
| ↗85 014 | ↘84 588 | ↗84 863 | ↗87 826 |         |         |         |

## Основные объекты социальной инфраструктуры
- Железнодорожный вокзал Липецк (ул. Гагарина, 106)
- Автобусная станция «Свободный сокол» (Заводская пл., 1)
- Областной театр кукол (ул. Гагарина, 74)
- Дворец культуры «Сокол», Липецкий муниципальный театр (пл. Константиновой, 3)
- Дом культуры Студёновского рудуправления (ул. Шкатова, 25)
- Спорткомплекс «Спартак» (ул. Гагарина, 70а)
- Ресторан Эрмитаж (Быханов сад)
- Липецкий зоопарк (Петровский пр., 2)
- Липецкий областной краеведческий музей (ул. Ленина, 25)
- Дом-музей Г. В. Плеханова (ул. Плеханова, 36)
- Музей художника В. С. Сорокина «Дом мастера» (ул. Ленина, 2)
- Областная детская больница (Московская ул., 6)
- Евдокиевская церковь (ул. Гагарина, 70)
- Успенская церковь (ул. Салтыкова-Щедрина)
- Троицкая церковь (ул. Бабушкина)
- Христорождественская церковь (ул. 9-го Января, 1а)
- Петропавловская часовня (пл. Революции)

## Сады и парки
- Верхний парк
- Нижний парк
- Быханов сад
- Сокольский парк

## Промышленность
- Завод «Свободный сокол» (Заводская пл., 1)
- Липецкий трубный завод (Трубный пр., 1)
- Цементный завод